# Бедос, Николя
Николя Бедос (фр. Nicolas Bedos; род. 21 апреля 1979, Нёйи-сюр-Сен, О-де-Сен, Франция) — французский режиссёр театра и кино, актёр и комедиант. Сын сценариста и актёра Ги Бедоса. Номинант премии Сезар за работу над картиной «Он и Она». Режиссёр и автор сценария драматической комедии «Прекрасная эпоха».

## Биография и карьера
Николя Бедос родился 21 апреля 1979 года в коммуне Нёйи-сюр-Сен, Франция, и вырос в семье известного комика Ги Бедоса и танцовщицы Марии Берко. В детстве он рисовал и играл на фортепиано, а в восемнадцать лет устроился секретарём на телеканал «Canal+». В двадцатилетнем возрасте Бедос оказался в депрессии, но смог выйти из кризиса благодаря литературной деятельности.
Вместе с отцом Бедос написал несколько пародий, и они выступали с ними вдвоём по всей Франции. Потом Николя написал свою первую пьесу, которая была поставлена в театре Ниццы. Затем было ещё несколько постановок в других театрах. Параллельно Бедос вёл собственную колонку в журнале. В кинематограф Николя пришёл сначала как сценарист, написав сценарий к телефильму «Приятное безумие» (2009). И лишь затем в качестве актёра попал в киноленту под названием «Ни поменять, ни пустить заново» (2010).
В 2012 году Бедос сыграл в экранизации романа Фредерика Бегбедера «Любовь живёт три года» и картине «Любовь на кончиках пальцев», а в 2013-м исполнил главную роль в мелодраме «Любовь без пересадок» — истории, рассказывающей о судьбоносной встрече двух бывших возлюбленных.
В 2017 году состоялась премьера мелодраматического фильма «Он и Она», ставшая режиссёрским дебютом Николя Бедоса. Также он исполнил в нём главную мужскую роль, а женскую отдал жене, Дории Тилье. Лента была номинирована на две премии «Сезар».
28 ноября 2019 года в российский прокат вышла драматическая комедия Николя Бедоса «Прекрасная эпоха». Главный герой картины отправляется в прошлое, чтобы вновь пережить тот день, когда он встретил любовь всей своей жизни.

## Избранная фильмография

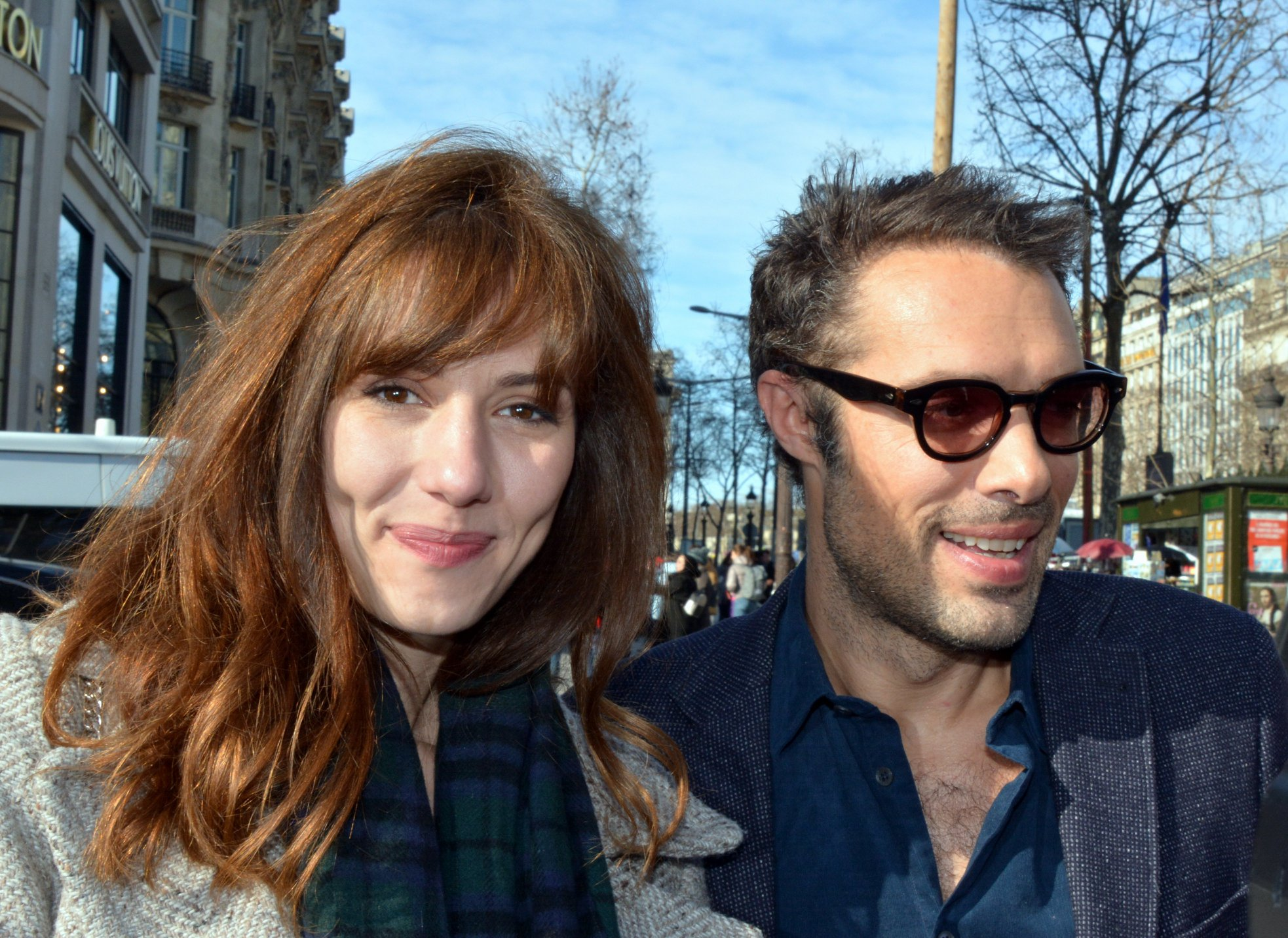
Николя Бедос и Дория Тилье, 2018

- 2022 — Маскарад / Mascarade (режиссёр, сценарист, композитор)
- 2021 — Агент 117: Из Африки с любовью / OSS 117 : Alerte rouge en Afrique noire (режиссёр, сценарист)
- 2019 — Прекрасная эпоха / La belle époque (режиссёр, сценарист)
- 2017 — Он и Она / Mr & Mme Adelman (режиссёр, сценарист, актёр, композитор)
- 2013 — Любовь без пересадок / Amour & turbulences (сценарист, актёр)
- 2012 — Любовь на кончиках пальцев / Populaire (актёр)
- 2012 — Любовь живёт три года / L’amour dure trois ans (актёр)
- 2011 — Право на «лево» / Les Infidèles (сценарист)